# Alícia Gili Abad
Alícia Gili Abad (Terrassa 14 de maig 1966) és una escriptora catalana.
Ha escrit principalment novel·les, incloent novel·la, novel·la fantàstica i juvenil, però també conte, Ha guanyat diversos premis literaris, entre els quals destaquen el Premi de Narrativa juvenil Premi Columna Jove.
Alícia Gili és Medievalista especialitzada en Història d’Àfrica i ha publicat articles relacionats amb la temàtica africanista. També ha realitzat incursions en la literatura de ficció tot guanyant alguns premis literaris de narrativa curta, i ha estat seleccionada per a edició de diversos llibres de reculls de relats d'autoria compartida, amb títols com L'últim esglaó, Una mort d'amor, Pagava la pena morir, Amor d'amo (Premi Ciutat de Banyoles). Va formar part de la junta de l'Associació de Relataires en Català des de juny de 2010 fins a octubre de 2012 i va participar de diverses publicacions i activitats solidaries com el llibre de relats Joc de guerra, cosa d'infants de la Fundació Akwaba. Des de l'any 2012 va ser editora de la revista de literatura de gènere fantàstic i de terror Catarsi. Actualment és editora d'Edicions Secc i porta la coordinació i conducció de diferents clubs de lectura i activitats d'incentivació lectora dins de la Xarxa de Biblioteques en diferents poblacions.
La seva primera novel·la, Iskander, un viatge a la màgia dels llibres (Premi Ciutat de Lleida 2006) va ser publicada al 2008 i al 2010 va sortit la seva segona novel·la, Premi Columna Jove: El camí del Bandama Vermell sobre els nens soldats a Costa d'Ivori, ambdues amb coautoria de Sílvia Romero Olea. El seu darrer llibre, en llengua castellana, i amb coautoria amb Carlos Castro és El camino de los ancestros. En el 2018 ha publicat una novel·la jove, de nou en tàndem amb Sílvia Romero i Olea, El donyet perdut d'Edicions Secc.
Actualment col·labora amb el projecte el Concili Fetiller, de promoció de narrativa fantàstica d'espasa i fetilleria en català. En aquest projecte ha participat en relats curts en el llibre El quest del Concili Fetiller: Masmorres i Les cròniques del Concili Fetiller: Arcana

## Novel·les
- Iskander: un viatge a la màgia dels llibres -Pagès Editors - 2008 - Gènere: Novel·la
- El camí del Bandama Vermell - Ed. Estrella Polar - 2010 - Gènere: Narrativa
- El camino de los ancestros Edicions Secc] - 2016 - Gènere Narrativa fantàstica.
- El donyet perdut- Edicions Secc - 2018 - Gènere Narrativa fantàstica.

## Premis i reconeixements
- 2006 - 5è Premi Lleida per a Projecte de Novel·la, pel llibre Iskander. Un viatge a la màgia dels llibres (escrit amb Sílvia Romero)[3]
- 2010 - Premi Columna Jove 2010 pel llibre El camí del Bandama Vermell (escrit amb Sílvia Romero)[4]
- 2010 XVII Vent de port amb el relat Pedra